# Jean-Marc Padovani
Pour les articles homonymes, voir Padovani.
Jean-Marc Padovani, né le 2 février 1956 à Villeneuve-lès-Avignon (Gard), est un saxophoniste auteur-compositeur-interprète de jazz français. Sa carrière commence à Nîmes dans les années 1980 et s'oriente autour de l'idée d'une fusion entre le jazz, et plus particulièrement l'improvisation, avec les musiques du monde (flamenco, musiques du Maghreb, Cambodge...), les musiques traditionnelles, mais aussi le théâtre. Il est le père du musicien Pablo Padovani (d), leader du groupe Moodoïd.

## Biographie
Saxophoniste, compositeur, arrangeur, Jean-Marc Padovani a travaillé pour le théâtre, le cinéma et la chanson. Né en 1956 à Villeneuve-lès-Avignon, il vit aujourd'hui à Toulouse.
Après des études musicales classiques, il entre dans la classe de jazz de Guy Longnon au conservatoire de Marseille.
À partir de 1975, il participe à différentes formations régionales de jazz : orchestre du Jazz-Club de Nîmes, le quartet du pianiste Christian Lavigne, le groupe Cossi Anatz de Michel Marre qui rassemble douze musiciens et mêle jazz, traditions occitanes et africaines.
Il a travaillé notamment avec André Jaume, Jean-Louis Chautemps, Claude Barthélemy, Michel Marre, Louis Sclavis, Michel Godard, Bobby Rangell,  Mal Waldron, Benny Wallace, Enrico Rava, Gérard Marais, David Liebman, Jean-Marie Machado, Jean-François Jenny-Clark et Paul Motian (avec lequel il enregistrera en 1996 l’album Takiya ! Tokaya !).
Il connaît son premier grand succès public avec Tres horas de sol, spectacle musical et littéraire flamenco-jazz qu'il présente un peu partout en France et à l'étranger durant trois ans. Son disque Nimeño, enregistré en septet avec notamment Enrico Rava, fut élu par le journal Libération comme le meilleur disque de jazz de l'année 1991.
Depuis plusieurs années, il collabore avec l’écrivain et acteur Enzo Cormann, avec lequel il a créé de nombreux spectacles de théâtre musical dans le cadre de leur compagnie La Grande Ritournelle : Mingus, Cuernavaca, Sud, Double Quartet, Face au toro, Da Capo, Diverses Blessures et tout récemment Tribute to Jack Kerouac, Exit et Films noirs.
Il crée le Minotaure Jazz Orchestra, un brass band qui relit les grands thèmes de la musique populaire espagnole. Puis en  1997 avec le quartet Chants du Monde, il revisite les musiques traditionnelles du monde entier et plus particulièrement celles du Sud de la France. Son attachement au jazz se traduit par son spectacle Out, la musique d'Eric Dolphy, hommage au clarinettiste de jazz américain.
Depuis, les différentes créations qu'il propose se font souvent l'écho de son attachement aux métissages : Le Sud attaque en 1999, Dobrogea à la Fondation Royaumont en juin 2000, Encuentros avec la chanteuse Esperanza Fernández en 2002, et plus récemment L'Arrosoir et le mirliton autour des chansons coquines du Nivernais, Cantilènes avec Mônica Passos, Houria Aïchi et Maja Pavlovska, Canciones de Lorca avec l'orchestre de chambre de l’Empordà.
Ses retrouvailles avec le guitariste et compositeur Claude Barthélemy le mènent, à l'automne 2006, à la création du quartet Distances avec Olivier Sens et Pierre Dayraud.
Parallèlement, il poursuit son travail autour de la voix  avec deux nouveaux spectacles, My Love Songs et Sketches avec la chanteuse Claudia Solal et son septet.
Début 2009, il crée à Toulouse Liqaa, mélange de musique arabo-andalouse et de jazz.
Il travaille en duo depuis quelques années avec le pianiste Philippe Léogé avec lequel il a réalisé deux enregistrements dont en 2012 "Le Chant de la Terre", album réalisé à partir de mélodies arrangées de Déodat de Séverac et Federico Mompou (musicien classique Catalan).
En 2012, il crée aussi un ensemble plutôt jazz fusion dénommé "Tool Box" avec notamment Frédéric Monino (basse) et François Laizeau (batterie). Le groupe donne un concert dans les studios de Radio France le 26 octobre 2013 qui sera diffusé sur France Musique.
Avec Enzo Cormann, Charlène Martin et Paul Brousseau, il présente fin 2012 à Genève, un spectacle pour enfant, Le Blues de Jean Lhomme qui sera édité en 2013 sous forme de livre-disque par les éditions La Joie de Lire avec des illustrations de Natasha Krenbol.
2013 est une année prolifique ; il crée, dans le cadre du festival « Toulouse l'Espagnole »,  avec l'Orchestre de chambre de Toulouse dirigé par Pascal Rollando et la chanteuse de flamenco Paloma Pradal le spectacle « Cancionnes Populares ».
Il réunit également des musiciens : Didier Malherbe (Doudouk), Paul Brousseau (piano), Claude Tchamitchian (contrebasse) et Ramon Lopez (batterie), dans un Quintet pour rendre hommage à Paul Motian. En 2013, concerts de « Motian in Motion » au Triton et au festival de Jazz de Nîmes (à Langlade).
À Montauban (Tarn-et-Garonne), il présente au Théâtre des Augustins un cycle de trois conférences-concerts « Le jazz toute une histoire » avec le groupe jazz Adhoc et dans le cadre du Festival « Lettres d’automne », dédié cette année-là à Albert Camus, il accompagne avec Philippe Léogé au piano, une lecture spectacle « Un été invincible » donnée par Didier Bezace, Maurice Petit et François-Henri Soulié.

## Discographie
Leader :
- 1982 : Demain Matin, Metro Records
- 1986 : Sax Blues, Big Noise
- 1987 : Comedy, Big Noise
- 1988 : Tres Horas de Sol, CELP
- 1989 : One for Pablo, CELP
- 1991 : Nimeño, Label Bleu
- 1992 : Sud, K617
- 1994 : Nocturne, Label Bleu
- 1994 : L'Échappée belle, quatuor de saxophones, A.A. Production
- 1997 : Takiya ! Tokaya !,  Label Hopi / Harmonia Mundi
- 1998 : Jazz Angkor, Label Hopi / Harmonia Mundi
- 1999 : Chants du Monde, Label Hopi / Harmonia Mundi
- 2000 : Minotaure Jazz Orchestra, Label Hopi / Harmonia Mundi
- 2002 : De Nulle part, Label Hopi / Night and Day
- 2003 : Out, a Tribute to Eric Dolphy, Deux Z - Nocturne
- 2005 : L'Arrosoir et le mirliton, Label Modal
- 2005 : Cantilènes, Le Chant du Monde / Harmonia Mundi
- 2010 : Sketches, Yak Productions / Socadisc
- 2010 : Une Heure avec jean-Marc Padovani, extrait des concerts d'octobre 2010 du "Festival JAZZ SUR SON 31"
- 2011 : Angel Eyes en duo avec Philippe Léogé, Soléart prod.
- 2012 : Tool Box avec Frédéric Monino et François Laizeau, Soléart productions (CD de démo, 5 titres)
- 2012 : Le Chant de la Terre, en duo avec Philippe Léogé, Soléart prod.
- 2015 : "Motian in Motion", Naïve avec Didier Malherbe (doudouk), Paul Brousseau (piano), Claude Tchamitchian (contrebasse), Ramon Lopez (batterie)

« Jazz-poèmes » avec Enzo Cormann :
- 1980 : Le Rôdeur, label Thélonious
- 1992 : Mingus, Cuernavaca, Label Bleu
- 2001 : Chorus de Jack Kerouac, label Escosatz
- 2009 : Exit, La Grande Ritournelle
- 2009 : Tombeau de Jack Kerouac, La Grande Ritournelle
- 2009 : Le dit de Jésus-Marie-Joseph, La Grande Ritournelle
- 2011 : Films noirs, La Grande Ritournelle
- 2013 : Le Blues de Jean Lhomme, Livre-CD, Conte pour enfants d'Enzo Cormann, La Joie de Lire

Participations :
- 1981 : Chansons sans paroles de Joseph Dejean avec Bernard Lubat, label Village
- 1983 : Cossi Anatz de Michel Marre, label Palm Vendémiaire
- 1983 : Moderne, de Claude Barthélemy, Owl Records
- 1986 : Real Politik, de Claude Barthélémy, Big Noise Records
- 1988 : Orchestra V, de Mimi Lorenzini, Musea
- 1991 : Chausseur de femmes, de Stéphane Kochoyan avec Daniel Humair et Henri Texier, Pannonica Records
- 2002 : Indian Gavachs, de Michel Marre, Nocturne
- 2004 : Bleu comme le ciel, de Pierre Coulon Cerisier, Zimpro
- 2010 : Azzar Quartet, de Laurent Carle, YZ Productions

## Vidéographie
- 2013 : Jazz en Padovani, 52 min, documentaire de Jean-Marc Augereau, Jean-Marc Jouany et Pierre Condat, Un Beau Matin Production[1].